# Specaria fraseri
Specaria fraseri är en ringmaskart som beskrevs av Brinkhurst 1978. Specaria fraseri ingår i släktet Specaria och familjen glattmaskar. Inga underarter finns listade i Catalogue of Life.